# 鄂靖文
鄂靖文（英文：E Jingwen，1989年2月15日—），本名鄂博，黑龙江省哈尔滨人，中國女演员。2014年鄂靖文参加湖北卫视喜剧类选秀节目《我为喜剧狂》第一季并获得冠军而出道。

## 生平
毕业于中央戏剧学院表演系。曾参加湖北卫视的我为喜剧狂、东方卫视的笑傲江湖、笑声传奇等喜剧类选秀节目，并取得了不错的成绩。2019年出演周星驰电影《新喜剧之王》的女主角。2019年10月11日，加盟中国首档导演选角真人秀《演员请就位》。2021年3月28日，加盟芒果TV自制全國首檔全女性脱口秀挑戰節目《聽姐説》。

## 影視作品

### 電影
* 以原名「鄂博」出演在參演名單
| 上映年份 | 劇名                       | 角色         | 備註     |
| 2014年   | 《催眠大師》*              | 養母         |          |
| 2016年   | 《龍拳小子》*              | 牛月亮       |          |
| 2017年   | 《西遊伏妖篇》*            | 婦女乙       |          |
| 2017年   | 《縫紉機樂隊》*            | 電視台女記者 |          |
| 2019年   | 《新喜劇之王》             | 如夢         |          |
| 2020年   | 《熱血合唱團》             | 湯老師       |          |
| 2021年   | 《真·三國無雙》            | 村姑         |          |
| 2023年   | 《倍儿喜歡你》             | 希子         |          |
| 2023年   | 《明日生存指南之记忆通道》 |              | 电影短片 |
| 2024年   | 《灿烂的她》               | 玉芬         |          |
| 2025年   | 《东北美发天团》           | 王艳花       | 網絡電影 |
| 2025年   | 《人生开门红》             |              | 靜靜     |
| 待上映   | 《爱情储蓄罐》             |              |          |
| 待上映   | 《同学们好》               |              |          |

### 電視劇/網絡劇
| 首播年份 | 剧名               | 角色   | 备注             |
| 2019年   | 《能耐大了第一季》 | 點點   | 網絡劇           |
| 2019年   | 《能耐大了第二季》 | 點點   | 網絡劇           |
| 2022年   | 《理想照耀中国》   | 李清   | 單元《生命有诗》 |
| 2022年   | 《三悦有了新工作》 | 周婭男 | 網絡劇           |
| 2023年   | 《故乡，别来无恙》 | 羅微   |                  |
| 2024年   | 《白夜破晓》       | 曲弦   | 網絡劇           |
| 2025年   | 《仁心俱乐部》     | 苏晴   |                  |
| 待播     | 《喜剧之王》       |        | 網絡劇           |

## 外部連結
- 鄂靖文的新浪微博
- 鄂靖文在互联网电影资料库（IMDb）上的資料（英文）